# Verrabotn
Verrabotn är en by i Indre Fosens kommun, Trøndelag fylke, Norge. Byn är belägen innerst inne i Verrasundet, en sydvästlig fjordarm till Beitstadfjorden. Området kring byn har genom åren tillhört inte mindre än fyra olika kommuner, Ytterøy, Mosvik og Verran, Verran samt (sedan 2020) Indre Fosen.